# Steven Soderbergh
Steven Andrew Soderbergh (rođen 14. siječnja 1963.),  američki filmski redatelj, producent, scenarist, snimatelj i montažer.

## Životopis

### Rani život i počeci karijere
Soderbergh je rođen u obitelji  švedskih imigranata. Dok je bio dijete, obitelj mu se preselila u Baton Rouge, Louisiana, gdje je njegov otac postao dekan na državnom sveučilištu u Louisisani. Ondje je kao tinejdžer otkrio snimanje pa je počeo snimati 8-milimetarske filmove opremom posuđenom od studenata sa sveučilišta. Dok je još bio u srednjoj školi, negdje s 15 godina, Soderbergh se učlanio u sveučilišni odjel za animaciju i rabljenom opremom počeo snimati kratke 16-milimetarske filmove. Umjesto studija na sveučilištu, Soderbergh se odmah nakon mature okušao u Hollywoodu; radio je kao skladatelj glazbe za game show i držač natpisa s uputama za publiku kako bi spojio kraj s krajem, a na kraju je počeo raditi kao slobodni filmski montažer. Prvi veći uspjeh zabilježio je režijom koncertnog spota grupe Yes, 9012 Live iz 1985., koji je bio nominiran za Grammyja.

### Prvi uspjeh:Seks, laži i videovrpce
Kad se vratio u Baton Rouge, dobio je ideju za Seks, laži i videovrpce (1989.), koji je napisao u osam dana. Neovisni film osvojio je  Zlatnu palmu na  Filmskom festivalu u Cannesu, polučio komercijalni uspjeh i potaknuo revoluciju nezavisnog filma u devedesetima.

### Rad od 1993. do 1998.
Nakon Seksa, laži i videovrpci slijedio je niz niskobudžetnih komercijalnih razočaranja:  Kafka, mješavina činjenica i Kafkine vlastite fikcije, s  Jeremyjem Ironsom u ulozi  Franza Kafke; Svijet pod nogama (1993.), hvaljena drama iz doba  Velike depresije; Ispod površine (1995.), remake film noira Roberta Siodmaka iz 1949.; i Schizopolis (1996.), komedija u kojoj je nastupao, koju je i napisao, skladao glazbu, snimio i režirao.
Serija komercijalnih neuspjeha završila je 1998. s filmom Daleko od očiju, stiliziranom adaptacijom romana Elmorea Leonarda, s  Georgeom Clooneyjem i Jennifer Lopez. Film je zaradio pohvale od kritike, iako je manje uspjeha imao na komercijalnom planu. Reafirmirao je Soderberghov potencijal i započeo umjetničko partnerstvo s Clooneyjem.

### Daljnji uspjeh: 1999. i 2000.
Soderbergh se nadovezao na uspjeh Daleko od očiju snimivši još jednu kriminalističku priču,  Osveta (1999.), prema originalnom scenariju Lerna Dobbsa, s veteranima Terenceom Stampom i Peterom Fondom. Film je dobro primljen, ali ne kao i Erin Brockovich (2000.), s  Julijom Roberts u ulozi samohrane majke koja podiže tužbu protiv industrije, za koju je dobila Oscara. Kasnije te godine, Soderbergh je objavio svoj najambiciozniji projekt dotada, Traffic, socijalnu dramu s ekipom prvorazrednih glumaca.
Traffic je postao njegov najveći kritički uspjeh nakon Seksa, laži i videovrpci, a donio mu je  Oscara za najboljeg redatelja. Iste godine je nominiran i za Erin Brockovich. On je jedini redatelj nominiran za najboljeg redatelja iste godine za dva različita filma u izboru za Oscare, Zlatni globus i Američkog udruženja redatelja. Dogodilo se to po prvi puta u 60-godišnjoj povijesti dodjele Oscara.

### 2000. – 2007.
Oceanovih jedanaest (2001.), s all-star glumačkom postavom, bio je Soderberghov najuspješniji film u karijeri sa zaradom od 183 milijuna dolara. Zvijezda filma, George Clooney, kasnije se pojavio u  Solarisu (2002.), označivši tako njihovu treću suradnju. Soderbergh je iste godine snimio Licem u lice koji je sniman digitalnim načinom, stilom punim improvizacija, koji je izbrisao crtu između koje su glumci glumili likove i fikcionalne verzije samih sebe. Naslov filma (Full Frontal) je referenca u filmskoj industriji koja se odnosi na glumca ili glumicu koji se pojavljuje potpuno gol.
Sljedeći Soderberghov projekt bio je K Street (2003.), desetodijelna HBO-ova serija koju je producirao s Clooneyjem. Serija je postala poznata što je bila djelomično improvizirana, a svaka je epizoda producirana u pet dana prije emitiranja. Stvarne političke figure su se pojavile u seriji kao oni sami, ili u cameo ulogama ili fikcionalnim verzijama samih sebe.
Uslijedio je Oceanovih dvanaest (2004.), nastavak Oceanovih 11. Dobri Nijemac, romantična drama smještena u poratni Berlin s Cate Blanchett i Clooneyjem objavljena je krajem 2006. Šesta suradnja Clooneyja i Soderbergha, Oceanovih trinaest, objavljena je u lipnju 2007.

## Redateljski stil i suradnja s glumcima
"Uvijek sam se slagao s njima", kaže Soderbergh o glumcima, "Pokušavam i uvjeravam se da su u redu, a kad su u zoni, ostavljam ih same. Ne miješam se." Njegov nenametljivi redateljski stil privukao je mnoge velike glumce da ponove suradnju s njim. Julia Roberts je imala sporedne uloge u Oceanovih jedanaest, Oceanovih dvanaest i Licem u lice, a osvojila je Oscara za glavnu ulogu u Erin Brockovich. Benicio del Toro, koji je također osvojio Oscara u njegovom filmu (Traffic), nastupa u njegovom sljedećem filmu, Gerila. Od ostalih koji se često pojavljuju u njegovim filmovima, izdvajaju se karakterni glumci kao što su Luis Guzman (Daleko od očiju, Osveta i Traffic) i Don Cheadle (Daleko od očiju, Traffic, Oceanovih jedanaest, Oceanovih dvanaest i Oceanovih trinaest). Glumac koji se pojavio u najviše njegovih filmova je George Clooney, s kojim dijeli vlasništvo produkcijske kuće, Section Eight Productions.
Soderbergh često glumi vlastitog snimatelja pod pseudonimom Peter Andrews, a često je i montažer vlastitih filmova pod pseudonimom Mary Ann Bernard. Dok je snimao Traffic, Soderbergh je je htio potpis snimio i režirao. Budući da mu Udruženje scenarista nije odobrilo takav kredit, a Soderbergh nije htio koristiti svoje ime više od jednom, uzeo je pseudonim, Peter Andrews, prvo i srednje ime svog oca.

## Zanimljivosti
- Najmlađi je dobitnik  Zlatne palme, s 26 godina.
- Oba njegova filma iz 2000., Erin Brockovich i Traffic, nominirana su za  Oscara za najbolju režiju. Soderbergh je bio prvi redatelj koji je nominiran iste godine poslije  Michaela Curtiza 1938.
- U ožujku 2002., Soderbergh je izabran za potpredsjednika Američkog udruženja redatelja.
- Sa 130 riječi, Soderbergh je održao najkraći govor na dodjeli Oscara 2000.
- Poznat po svojoj radnoj etici, Soderbergh je tri puta objavio dva filma iste godine.
- Soderbergh je obožavatelj rock benda Guided by Voices i njegova frontmena Roberta Pollarda. Napisao je predgovor za knjigu Guided By Voices: A Brief History, Twenty-one Years of Hunting in the Forests of Rock and Roll, autora Jamesa Greera.
- Oženjen je spisateljicom/novinarkom Jules Asner. Često kreditira Asner kao inspiraciju za ženske likove.
- Opisao je sebe kao "hardcore  ateista". Odgojen je kao  katolik.

## Filmografija
- 1989. Seks, laži i videovrpce
- 1991. Kafka
- 1993. Svijet pod nogama
- 1995. Ispod površine
- 1996. Grayjeva anatomija
- 1996. Schizopolis
- 1998. Daleko od očiju
- 1999.  Osveta
- 2000. Erin Brockovich
- 2000. Traffic
- 2001. Oceanovih jedanaest
- 2002. Licem u lice
- 2002.  Solaris
- 2004. Eros - segment Equilibrium
- 2004. Oceanovih dvanaest
- 2005. Bubble
- 2006. Building No.7
- 2006. Dobri Nijemac
- 2007. Oceanovih trinaest
- 2008. Che
- 2009. The Girlfriend Experience
- 2009. Doušnik!

## Značajnije nagrade
- 1989. Zlatna palma (Seks, laži i videovrpce)
- 2000. Oscar za režiju (Traffic)

## Vanjske poveznice
- Steven Soderbergh u internetskoj bazi filmova IMDb-u (engl.)
- Steven Soderbergh: Intervjui  Arhivirana inačica izvorne stranice od 7. rujna 2007. (Wayback Machine)
- Intervju u Believeru  Arhivirana inačica izvorne stranice od 14. studenoga 2016. (Wayback Machine)
- NPR: Bubble (01/2006)
- Intervju u Wiredu (12/2005)
- Utjecaj Francuskog Novog vala na filmove Stevena Soderbergha  (05/2003)
- Intervju za Guardian (02/2003)
- Village Voice: Soderbergh on Soderbergh (01/2001)  Arhivirana inačica izvorne stranice od 10. prosinca 2007. (Wayback Machine)
- Intervju za Film Comment (01/2001)  Arhivirana inačica izvorne stranice od 16. prosinca 2008. (Wayback Machine)
- Steven Soderbergh Fansite